# Jakub Wilk
Jakub Wilk (Poznań, 11 luglio 1985) è un calciatore polacco, centrocampista del Wiara Lecha.

## Carriera

### Nazionale
Nel febbraio 2009 ha debuttato in nazionale in una partita amichevole contro la Lituania.

## Palmarès

### Club

#### Competizioni nazionali
- Campionato polacco: 1

Lech Poznań: 2009-2010
- Puchar Polski: 1

Lech Poznań: 2008-2009
- Superpuchar Polski: 2

Lech Poznań: 2004, 2010
- Campionato lituano: 2

Žalgiris: 2013, 2014
- Lietuvos Taurė: 2

Žalgiris: 2012-2013, 2013-2014